# 日刊トビダス
日刊トビダス（にっかんとびだす）は、フジテレビ制作によるニンテンドー3DS「いつの間にテレビ」向け3D映像コンテンツ。2011年6月21日から2012年6月20日まで配信された。

## 概要
時事ネタや流行語にちなんだ正味2分程度のコント番組で、日替わりでオープニングコーナー（「きょうはどんな日?」か「きょうの誕生日!」）とコント1本という構成。日曜日は石田紗英子と出演者によるフリートーク。
2012年10月26日から2013年1月1日まで、ニンテンドービデオ向けの後継コンテンツ『トビダスZ』（とびだすぜっと）が配信された。5分程度の番組で全10回。

## 出演者
- 金剛地武志
- 石田紗英子
- 松本まりか
- 谷内里早
- 伊藤梨沙子
- 小原麻衣
- ハマカーン（浜谷健司・神田伸一郎）
- ゴブリン

## コーナー
- きょうの誕生日! （月・水・金）
ハマカーンがその日の誕生日にまつわる漫才をする。
- きょうはどんな日? （火・木・土）
金剛地と石田がきょうの出来事を紹介し、最後に石田がボケる。
- 知ったか部長（月・木）
最新流行に乗っかろうと流行語の知ったかぶりをする部長と部下のコント。
部長・尻高 功：金剛地武志、OL・まりか：松本まりか 、平社員・浜谷：浜谷健司、平社員・神田：神田伸一郎、新人OL：小原麻衣
- 45ガール（火・金）
死語ばかり話す女子高生が主役のコント。
よしこ：松本まりか、ジュリア：谷内里早、メイ：伊藤梨沙子、タケシ先生：金剛地武志、シンシン神田先生：神田伸一郎
- NDS48（水・土）
AKB48のパロディ。地方出身の女性アイドルグループが芸能業界用語に四苦八苦するコント。のちにデビュー曲「恋はケツカッチン」をCD化。抽選で100名にプレゼントされた。
みゃーこ：石田紗英子、りさこ：谷内里早、ふくこ：伊藤梨沙子、ひろこ：小原麻衣、AD神田：神田伸一郎、マネージャー・浜谷：浜谷健司
- 日刊トビダス日曜フリートーク （日）
MC（開始当初は金剛地、2011年11月からは石田）と出演者1人がフリートーク。
- その筋の用語
業界用語を出題し（石田の場合は客室乗務員の用語）、他の出演者がボケ回答をする。2011年8月から10月頃まで。

基本的に解説役としてゴブリン扮する「謎の男」が最低1回以上登場するが、解説のない日曜日はフリートークの後ろで何かをしている（自身がフリートークに参加する場合を除く）。

## トビダスZ
ニンテンドー3DS用ソフト（ダウンロードソフトのみ対象）をお題に、今回はどんなソフト?、コント2本、GAMEの極みで構成されている。

### コーナー
- 今回はどんなソフト?
金剛地と石田によるソフトの紹介。
- 知ったか部長Z
- 45ガールZ
- 維新電信! ダウンローダーZ
ももいろクローバーZのパロディ。旧NDS48のメンバーのうち、みゃーこを除いた3人が新たにアイドルグループを結成。デビュー曲「すれちがいガール」はYouTube、ニコニコ動画で動画公開、楽曲は無料ダウンロード配信された。
- GAMEの極み
ハマカーンがソフトにまつわる漫才をする。